# Казеле (Парма)
Казеле је насеље у Италији у округу Парма, региону Емилија-Ромања.
Према процени из 2011. у насељу је живело 69 становника. Насеље се налази на надморској висини од 315 м.